# オート＝サヴォワ県
オート＝サヴォワ県（オート＝サヴォワけん、Haute-Savoie）は、フランスのオーヴェルニュ＝ローヌ＝アルプ地域圏の県である。

## 地理
オート＝サヴォワは、アン県、サヴォワ県、スイスのジュネーヴ州、ヴォー州、ヴァレー州、イタリアのヴァッレ・ダオスタと接する。レマン湖がスイスとの国境となっている。
県面積には、イタリアとの国境地帯にある、西ヨーロッパ一標高の高い（4810m）モンブラン山地の一部が含まれる。県の平均標高は1160mである。
地形は、主要な地理的特徴で決定される。
- モンブラン山地
- プレ・アルプス山地 - 石灰岩質。県中央部のアラヴィス山地を構成する。
- ジュヌヴォワ・オー・サヴォワール地方およびアルバネ地方は、その西側をジュラ山脈のひだによって区切られる。

上記の要素の中には谷も含まれる。
- アルヴ谷 - ジュネーヴからモンブラン・トンネルへ通じる非常に重要なヨーロッパの交通ルートがある。
- アヌシー渓谷 - アヌシー湖を含み、アルベールヴィル、タランテーズ谷、サヴォワ県に属するモーリエンヌ谷が加わっている。

## 由来
オート＝サヴォワとは、ナポレオン3世によって名づけられた県名である。オート＝サヴォワは1860年までサルデーニャ王国に属した、サヴォイア家発祥の地であった。地元の地理を参照して、アンシャン・レジーム時代の州名を新しい名前に変えさせた革命政府のやり方とは異なり、皇帝は2つの県を創設するにあたり、シャンベリーを中心とする南部のサヴォワ、アヌシーを中心とする北のオート＝サヴォワと、歴史的名称の維持を認めた。名称の選択はグレフィエ・ド・ベルコンブ伯爵率いる41人のサヴォイア代表団に触発されたようである。
サヴォワ（Savoie、イタリア語ではSavoia）とは、古代のサパウディア（Sapaudia、サパン人の国）からきている。名前はその後Sabaudia、Sabogla、Saboia、Savogiaとなり、最終的にSavoieとなった。12世紀の SabaudiaまたはSabaudaは、サヴォイア家のプリンスの領地を意味していた。
オート（Haute、標高が高いこと）は、サヴォイア地方の北部にあるために歴史的に使用されている。国内最高峰の存在がこの名称の使用を正当化した。しかしオート＝サヴォワには県南部に多くの低地があるため、サヴォワ県の平均標高が1500mなのに対し、オート＝サヴォワ県は平均1160mとなっている。
併合後、地元住民の代表者たちはオート＝サヴォワの名がなぜつけられたか疑問を投げかけた。1816年から1860年まで、州都をコンフラン（途中でアルベールヴィルに変更）とする同名のオート＝サヴォワ州（fr）がサルデーニャ王国にあったからである。オート＝サヴォワ県一般理事会は、新たな名を県最高峰にちなみモン・ブラン県とする改名提案を出した。アヌシー市議会も同様であった。県の公共サービス機関が、改称が可能かどうか自治体の代表と相談した。意見は二つに分かれた。1922年、再び議論がされた。県は、再びコミューン代表者との相談を選んだ。その結果、148のコミューンが現状維持、101のコミューンがモン・ブランへの変更を支持、30のコミューンが「サヴォワ・モン・ブラン」県の変更を支持、2つのコミューンがレマン県を支持した。

## 歴史
1860年までオート＝サヴォワは、11世紀以来サヴォイア家が治める独立国家の一部であった。この封建領主の家系は、アルプス山脈を通る峠や道路の管理を勢力の基盤とした。特にブルゴーニュ家やローマ教皇庁、サヴォイア家の男子や女子たちはドイツの神聖ローマ皇帝たち、さらにはフランス王国との通婚からつながりがあった。3つの歴史的地方の一つ、ジュヌヴォワは旧ジュネーヴ伯領で、ジュネーヴ領主とジュネーヴ司教の対立関係によって特筆される。アルヴ谷沿いのフォーシニー地方（強力な領主フォーシニー家が知られた）、そしてシャブレー山地である。
フランス王の力で西進できず、サヴォイア家のプリンスたちは伯領そして公領周囲の領地の要塞化を進めた。その後彼らはピエモンテおよびサルデーニャ王国に昇格し王号を得て、イタリア北部全土とピエモンテに焦点を移した。ここがリソルジメントの要素となる。
フランス革命時代、サヴォイア家の領地は1792年にフランスに併合された。サヴォイア公国はモン・ブラン県（département du Mont-Blanc）となり、9つの小郡に分割された。ジュネーヴが併合されると、北部の一部（ジュヌヴォワ北部、フォーシニー、シャブレー）とカルヴァン派のコミューンはレマン県（fr:Léman (département)）を構成した。一方でアヌシーはモン・ブラン県にあった.。
1815年、サヴォイア家は革命以前の領地を取り戻した。サルデーニャ王カルロ・アルベルト支配下の1835年から1837年まで公国の再編成が行われ、2つの行政区シャンベリー（タランテーズ、モーリエンヌ）、アヌシー（ジュヌヴォワ、フォーシニー、シャブレー）が創設された。これが将来の県の分割につながった。
トリノ条約と国民投票に続いて、サヴォイア公国はフランスに併合された。オート＝サヴォワ県が、旧サヴォイア公国北部3県の一部から新設された。これは、フランスに併合された最後の大都市地域となった。県はその歴史と、三カ国との国境地帯という位置、地元の自主独立主義、豊かな方言、ヴァッレ・ダオスタやシュス谷、スイス・ノルマンド地方との友愛関係を守っている。
20世紀初頭、製鋼業界はユジーヌ製鉄所の急速な成長に非常に恩恵を受けた。この製鉄所ではフランス国内で生産される特殊鋼の半分が生産されていた。その後1922年には電気化学会社となり、ステンレス鋼を生産した。
1942年11月から1943年9月まで、オート＝サヴォワはイタリアのファシスト政権に占領されていた。

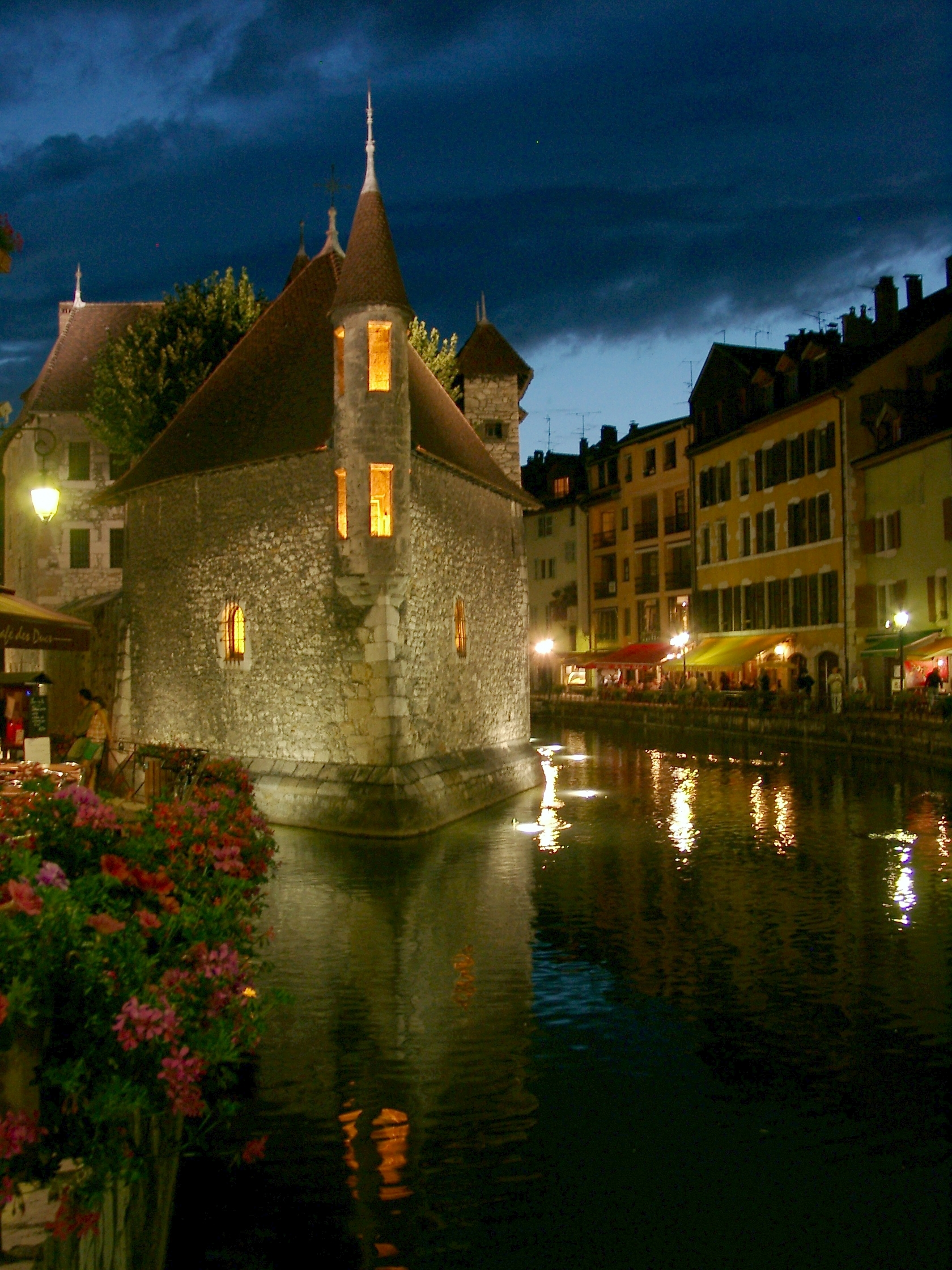
アヌシー
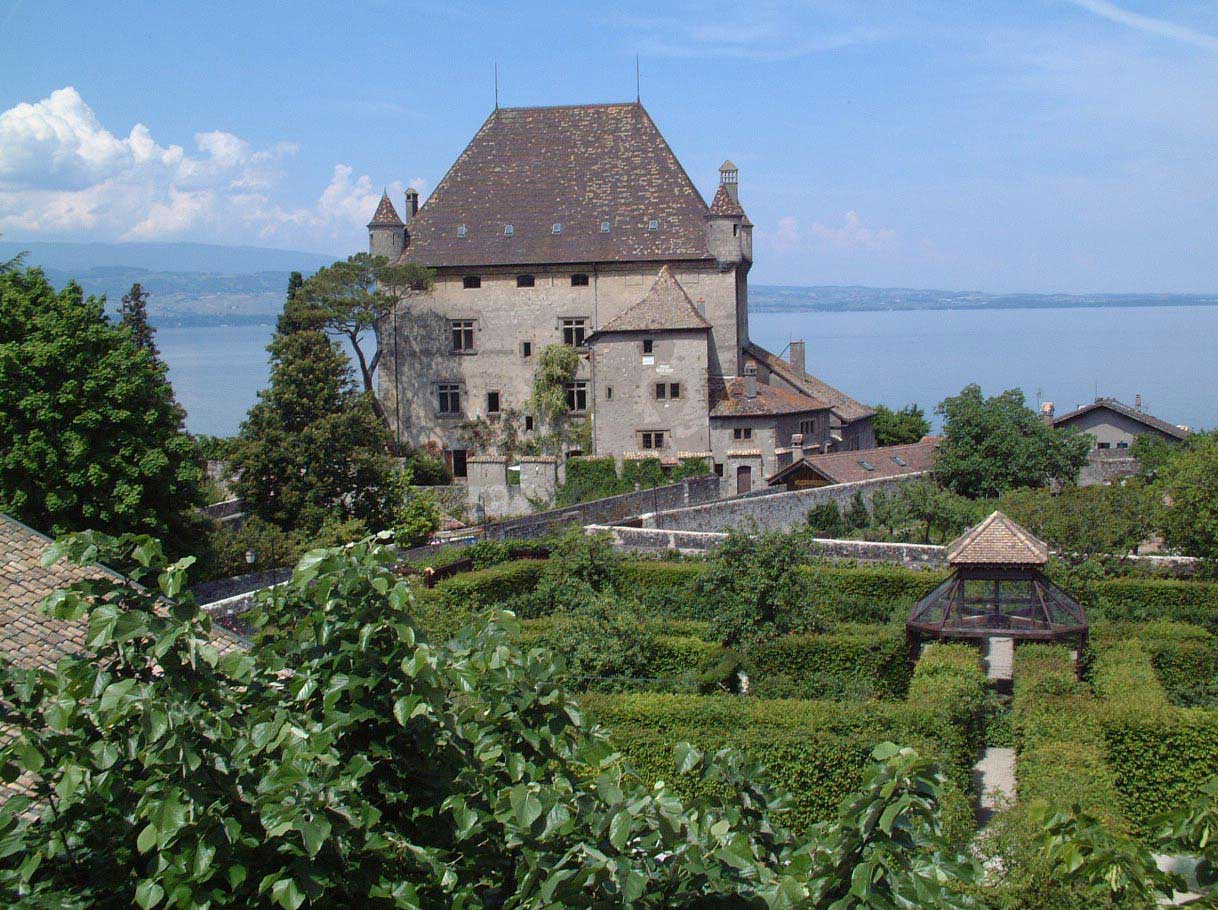
イヴォワール城と庭園
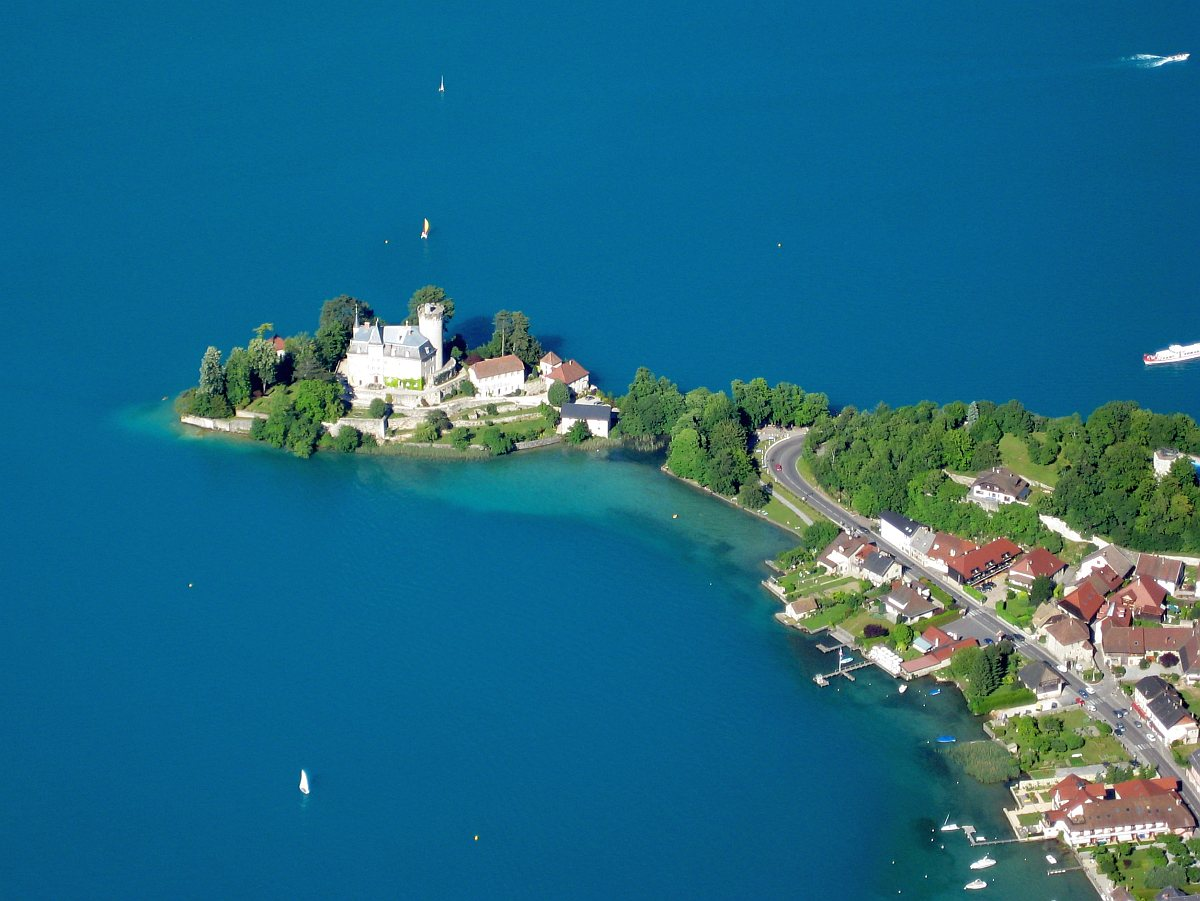
アヌシー湖とリュフィー城
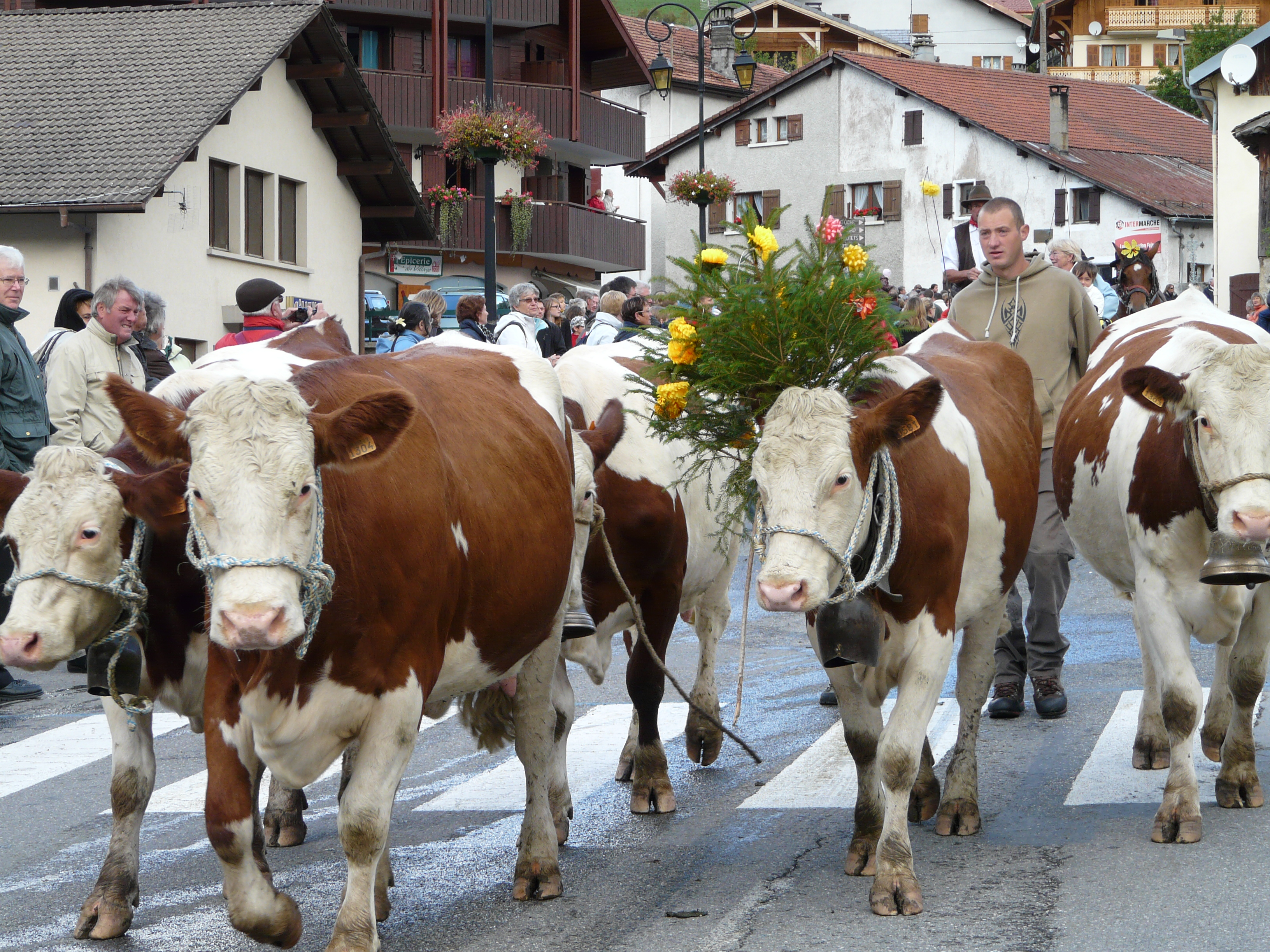
9月下旬、山から下りてくるウシたち
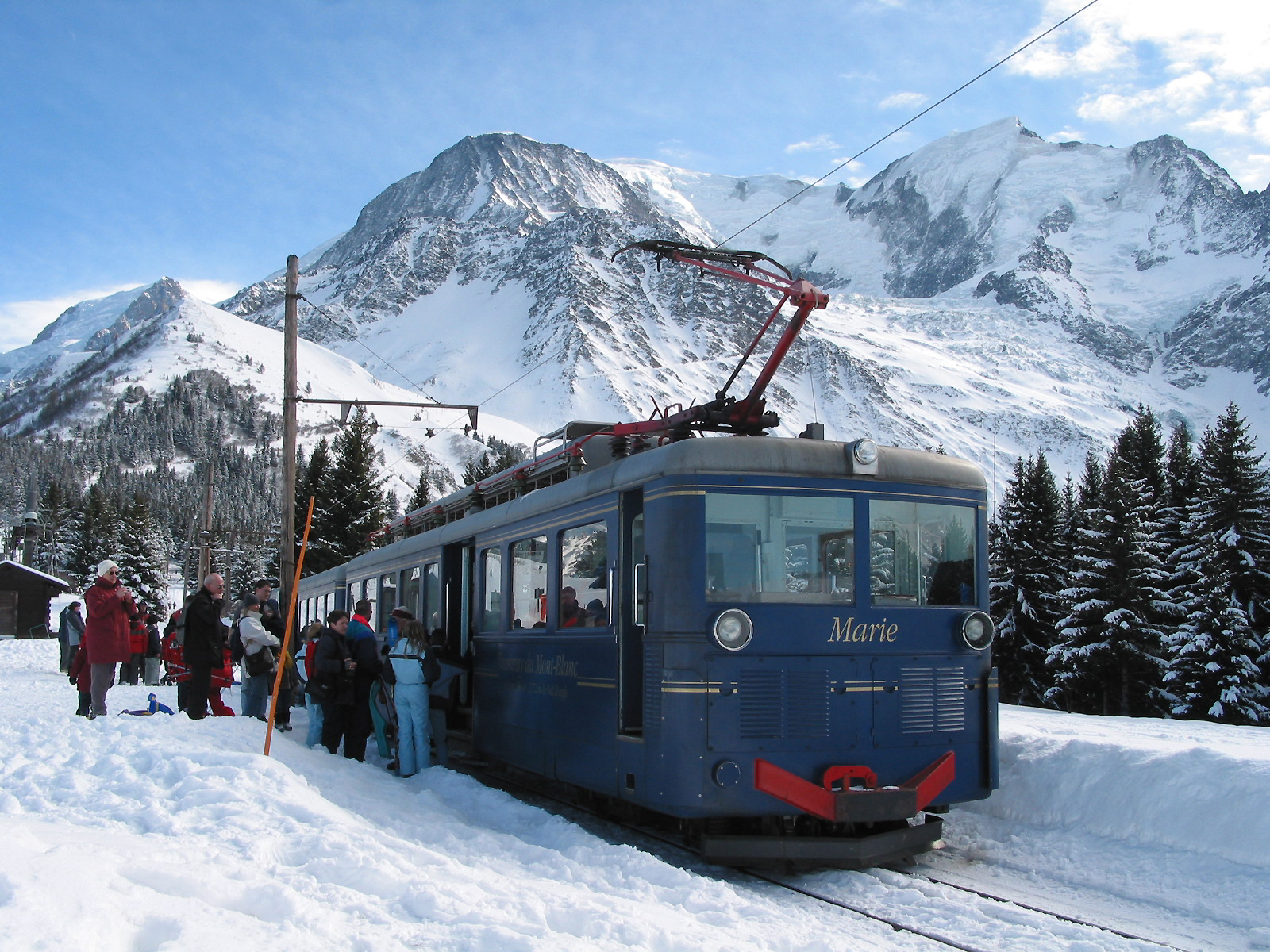
モンブラン・トラム

## 人口統計
| 年   | 1968   | 1975   | 1982   | 1990   | 1999   | 2013   |
| ---- | ------ | ------ | ------ | ------ | ------ | ------ |
| 人口 | 378550 | 447795 | 494505 | 568286 | 631679 | 769677 |

## 主なコミューン
| コミューン                           | 人口 (2013) |
| ------------------------------------ | ----------- |
| アヌシー                             | 52 029      |
| トノン＝レ＝バン                     | 34 610      |
| アヌマッス                           | 34 261      |
| アヌシー＝ル＝ヴュー                 | 20 115      |
| セノ                                 | 18 798      |
| クリュズ                             | 17 525      |
| クラン＝ジュヴリエ                   | 17 206      |
| サランシュ                           | 15 957      |
| リュミィイ                           | 13 877      |
| ボンヌヴィル (オート＝サヴォワ県)    | 12 648      |
| サン＝ジュリアン＝アン＝ジュヌヴォワ | 12 561      |
| ガイヤール                           | 11 303      |
| パッシー                             | 11 214      |
| ラ・ロッシュ・シュル・フォロン       | 10 635      |

都市圏 :
| 都市圏           | 人口 (2011) | コミューン |
| ---------------- | ----------- | ---------- |
| アヌシー         | 219,464     | 69         |
| アヌマッス       | 205,367     | 90         |
| クリュズ         | 89,768      | 25         |
| トノン＝レ＝バン | 87,175      | 31         |
| サランシュ       | 43,596      | 11         |

### ノート
1. ↑  La délégation menée par le comte Amédée Greyfié de Bellecombe, comprend pour la province de Chambéry le député d'Aix Gustave de Martinel, les conseillers provinciaux Louis Bérard, Maurice Blanc, Ernest de Boigne, les barons Frédéric d'Alexandry d'Orengiani et Louis Girod de Montfalcon, ainsi que Charles Bertier, Alexis Falcoz, Pierre-Louis Besson, l'avocat Antoine Bourbon, le docteur Dardel, Jacques Prosper Degaillon, Charles François, Jacques Prosper Degaillon, Félix Gruat, Pierre Viviand, Savey-Guerraz et le major de la Garde nationale Vuagnat. La province d'Annecy est représentée par les députés Albert-Eugène Lachenal, Joseph Ginet (Rumilly), Hippolyte Pissard (Saint-Julien) et Jacques Replat (Annecy), accompagnés par Claude Bastian (ancien député de Saint-Julien), Dufour, les barons Scipion Ruphy (Annecy) et Jules Blanc (Faverges), François Bétrix (directeur de la Banque de Savoie), le docteur Descotes, Magnin, Masset, Alexis Rollier. À noter que le Chablais, plutôt favorable à un rapprochement avec la Suisse voisine n'envoie que Édouard Dessaix, Félix Jordan, François Ramel et Gustave Folliet. Cité Boisier, Régine (2003). Adrien: Fils de paysan, appelé l'aristo (フランス語). La Fontaine de Siloé. p. 191. ISBN 978-2-8420-6213-2.